# 马邻翼
马邻翼（1864年—1938年9月17日），字振吾（又作振五），回族，湖南宝庆人，教育家、伊斯兰教学者。

## 生平
1901年中举人。后留学日本，就读于弘文学院。1905年加入中国同盟会，同年回国。回国后，先后担任清政府学部主事、宪政筹备处筹备员。其时，他与侍郎严修、咨议范静生被教育界称为“学部三杰”。
中华民国成立后，历任北洋政府教育部参事、中国回教促进会会长、甘肃提学使（后改称甘肃教育司司长）、甘肃甘凉道尹等职。1917年，任甘肃省教育厅厅长。其后，又任安徽省教育厅厅长、直隶省教育厅厅长。1921年，任北洋政府教育部次长。后任京师图书馆馆长。南京国民政府成立后，任蒙藏委员会驻北平办事处处长。1930年起，担任蒙藏委员会委员、蒙藏学校校长、北京平民大学校长、华北学院院长等职。1934年后，历任行政院顾问、考选委员会委员。

## 著作
- 《学部奏咨辑要》
- 《谈史观感录》
- 《新教育学》
- 《明窗杂记》
- 《伊斯兰教概论》